# Kościół Wyznający

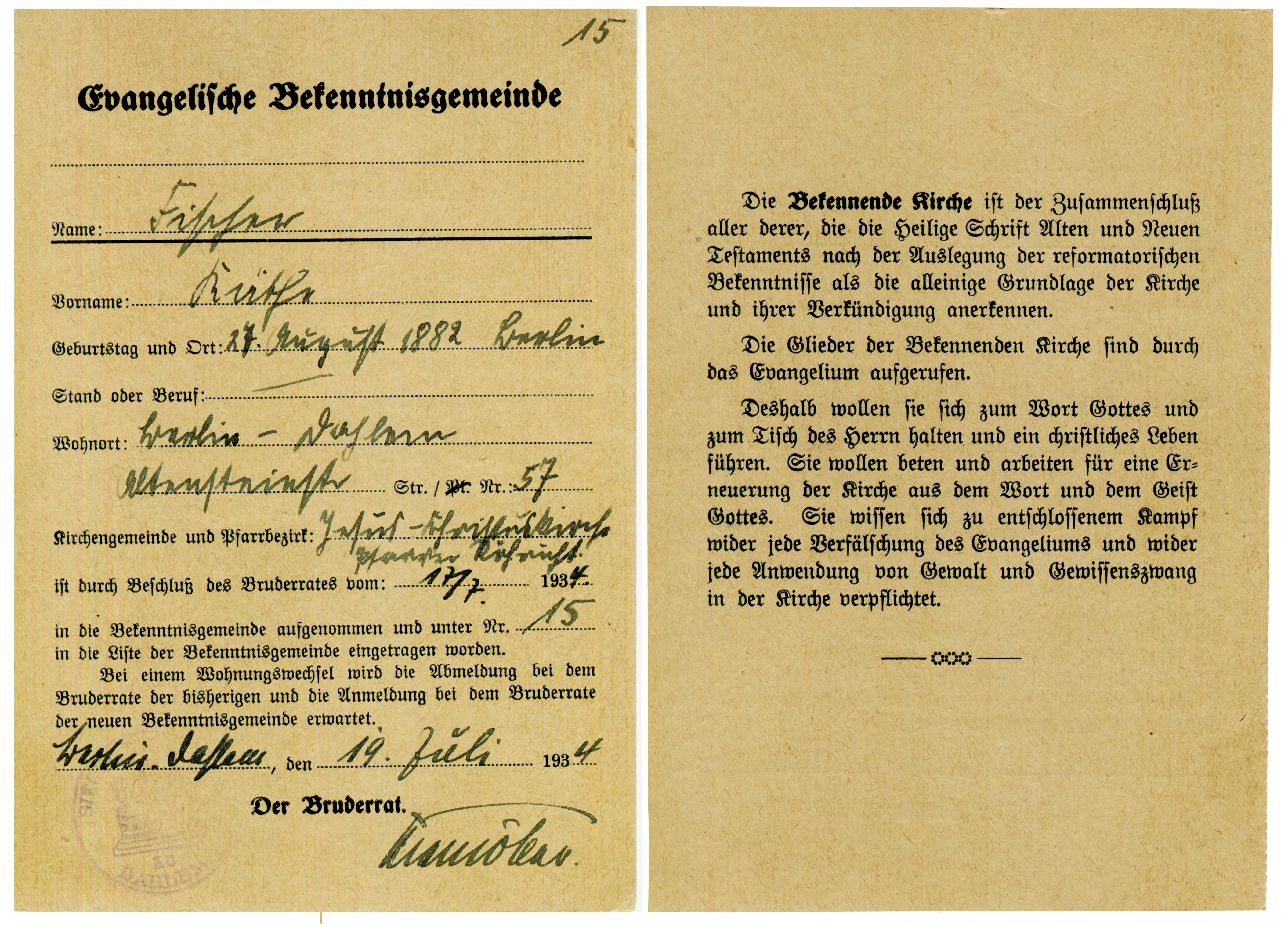
Legitymacja członkowska Kościoła Wyznającego, Berlin-Dahlem, 1934

Kościół Wyznający (niem. Bekennende Kirche) – nazwa ruchu w niemieckim Kościele ewangelickim sprzeciwiającego się narodowemu socjalizmowi, a działającego w okresie 1934–1945.

## Historia

### Konflikt z nazizmem
Zamiarem Adolfa Hitlera było włączenie wszystkich Kościołów w Niemczech do współpracy z nazizmem. Większe trudności sprawiło podporządkowanie protestantyzmu, ze względu na brak jednolitej struktury zarządzania. Tym niemniej działania Hitlera doprowadziły do powstania tak zwanych Niemieckich Chrześcijan (Deutsche Christen) – wywodzących się głównie z luteranizmu i głoszących pochwałę rasizmu i antysemityzmu. Hitler mianował również „biskupa Rzeszy” (Reichsbischof) w osobie Ludwiga Müllera, który miał reprezentować trzy główne Kościoły protestanckie w Niemczech.
Działania te były sprzeczne z historią i tradycjami ewangelików, wśród których pojawiły się protesty przeciwko uzależnianiu religii od nazistowskiego państwa, kuriozalnej „teologii” Niemieckich Chrześcijan (którzy „oczyszczali” chrześcijaństwo z „naleciałości” żydowskich) i przeciwko tak zwanym paragrafom aryjskim, wykluczającym osoby pochodzenia żydowskiego z Kościołów.
Konflikt (nazwany „walką Kościołów” – Kirchenkampf) z pronazistowskimi tendencjami stworzył Ruch Młodoreformacyjny (Jungreformatorische Bewegung), któremu przewodzili teolodzy luterańscy: biskupi Hans Lilje i Wilhelm Stählin oraz księża Martin Niemöller i Dietrich Bonhoeffer. Z tym ruchem współpracował teolog reformowany ksiądz Karl Barth, który przede wszystkim wspólnie z księdzem Bonhoefferem napisał i w dniu 30 maja 1934 roku opublikował tekst Deklaracji z Barmen. Odrzuca on podporządkowanie kościoła państwu, neguje łączenie chrześcijaństwa z innymi doktrynami i polityką oraz odmawia zaakceptowania Hitlera jako przywódcy narodu.

### Powstanie Kościoła Wyznającego
We wrześniu 1933 roku ksiądz Niemöller utworzył „Pogotowie pastorów” (Pfarrernotbund), które udzielało pomocy ofiarom nazistowskiego państwa. Podczas synodu w Wuppertal-Barmen w dniach 29–31 maja 1934 roku powołano Kościół Wyznający jako opozycję wobec prohitlerowskiego protestanckiego Kościoła Rzeszy. Deklaracja z Barmen stała się podstawą doktrynalną nowej organizacji pod kierownictwem księdza Niemöllera i powołanej rady. Kościół Wyznający odrzucił jakąkolwiek współpracę z popieranymi przez Hitlera duchownymi, których uznał za „odstępców od wiary”.
Kościół Wyznający miał duże poparcie ludności: na zjeździe we Frankfurcie nad Menem w 1934 roku wzięło udział ponad 12 000 osób. W Hesji-Nassau ponad połowa duchownych ewangelickich odmówiła podporządkowania się Hitlerowi. Dużym poparciem cieszył się Kościół Wyznający także na Śląsku. Całe Niemcy podzieliły się na zwolenników i przeciwników nowego Kościoła. Pronazistowscy duchowni ogłosili go organizacją nielegalną i antypaństwową, zakazali niepodporządkowanym duchownym odprawiania nabożeństw w kościołach. Kościół Wyznający zaczął działać w ukryciu; zebrania odbywały się na przykład w halach fabrycznych i stodołach. Coraz więcej ludzi, obawiając się szykan i represji odchodziło z Kościoła.
Podczas kolejnego synodu w Bad Oeynhausen w lutym 1936 roku Kościół Wyznający podzielił się na dwie frakcje: większość zgodziła się na podporządkowanie hitlerowskiemu państwu, radykalna mniejszość kontynuowała działalność w konspiracji i nie miała już żadnego wpływu na politykę Niemiec. Czołową postacią Kościoła Wyznającego był pastor Kurt Scharf.
Po zakończeniu II wojny światowej działacze ci współtworzyli nową doktrynę protestantyzmu niemieckiego, w tym uznanie winy współpracy większości duchownych z hitleryzmem. Stanowisko Kościołów ewangelickich w Republice Federalnej Niemiec wobec Kościoła Wyznającego jest niejasne: z jednej strony nieoficjalnie uznały działalność jego pastorów za legalną, z drugiej strony odmówiły zapłacenia im zaległych za ten okres wynagrodzeń.